# ヤンクス (映画)
『ヤンクス』（原題：Yanks）は、1979年制作のイギリス、アメリカ合衆国、西ドイツの映画。
第二次世界大戦末期のイングランドを舞台に、アメリカ兵とイギリス女性の愛を描いた戦争恋愛ドラマ。ジョン・シュレシンジャー監督、リチャード・ギア主演。

## あらすじ
第二次世界大戦末期のヨークシャー州のとある小さな町に、来たるヨーロッパ解放に備えるためアメリカ軍の部隊がやって来た。だが、同じ連合国でありながら、地元の人々は彼らを「ヤンクス」（アメ公）と呼び、必ずしも歓迎してはいなかった。
そんな中、夫を戦場に送り出した主婦ヘレンと将校ジョン、町の若い娘ジーンと炊事兵マットの間に恋愛感情が芽生えてくる。

## キャスト
※括弧内は日本語吹替。
- マット：リチャード・ギア（堀秀行）
- ジーン：リサ・アイクホーン
- ヘレン：ヴァネッサ・レッドグレイヴ（好村俊子）
- ジョン：ウィリアム・ディヴェイン（秋元羊介）
- ダニー：チック・ヴェネラ
- モリー：ウェンディ・モーガン
- ジーンの母：レイチェル・ロバーツ
- ジーンの父：トニー・メロディ
- マーティン・スミス
- ジョーン・ヒクソン
- G.I.：エヴェレット・マッギル

## 評価
本作は高い評価を受け、数々の賞を受賞した。
- 第51回ナショナル・ボード・オブ・レビュー賞 監督賞（ジョン・シュレシンジャー）[3]
- 第33回英国アカデミー賞
  - 助演女優賞（レイチェル・ロバーツ）
  - 衣装デザイン賞（シャーリー・ラッセル）[4]
- 第25回ダヴィッド・ディ・ドナテッロ賞ダヴィッド・ヨーロッパ賞（ジョン・シュレシンジャー）[5]